# Język agarija
Język agarija – język naturalny należący do grupy języków mundajskich w ramach rodziny austroazjatyckiej. Używa się go głównie w indyjskim stanie Madhya Pradesh.